# Jonatan Cisternas
Jonatan Josué Cisternas Fernández (Hualpén, Gran Concepción, Chile, 16 de junio de 1980) es un exfutbolista chileno. Jugaba de mediocampista y su último equipo fue Palestino. Fue ayudante técnico de Pablo Guede en Colo Colo.

## Trayectoria

### Selección Chilena
Fue parte de la Selección Chilena durante la Copa América 2004 y además jugó dos partidos amistosos.

### Participaciones en Copa América
| Copa América      | Sede | Resultado    |
| ----------------- | ---- | ------------ |
| Copa América 2004 | Perú | Primera fase |

#### Partidos internacionales
| 1     | 28 de abril de 2004 | Estadio Regional, Antofagasta, Chile          | Chile           | 1-1 | Perú  |   |  | Juvenal Olmos | Amistoso          |
| 2     | 8 de julio de 2004  | Estadio Monumental de la UNSA, Arequipa, Perú | Brasil          | 1-0 | Chile |   |  | Juvenal Olmos | Copa América 2004 |
| 3     | 30 de mayo de 2006  | Stade Jean Bouloumié, Vittel, Francia         | Costa de Marfil | 1-1 | Chile |   |  | Nelson Acosta | Amistoso          |
| Total | Total               | Total                                         | Presencias      | 3   | Goles | 0 |  |               |                   |

| Selección chilena | Selección chilena | Selección chilena |
| Año               | Partidos          | Goles             |
| ----------------- | ----------------- | ----------------- |
| 2004              | 2                 | 0                 |
| 2006              | 1                 | 0                 |
| Total             | 3                 | 0                 |

## Clubes
| Club                 | País  | Año       |
| -------------------- | ----- | --------- |
| Deportes Concepción  | Chile | 2000-2002 |
| Cobreloa             | Chile | 2003-2006 |
| Universidad de Chile | Chile | 2006      |
| Coquimbo Unido       | Chile | 2007      |
| Ñublense             | Chile | 2008-2015 |
| Palestino            | Chile | 2015-2017 |

## Palmarés

### Campeonatos nacionales
| Título           | Club     | País  | Año    |
| ---------------- | -------- | ----- | ------ |
| Primera División | Cobreloa | Chile | 2003-A |
| Primera División | Cobreloa | Chile | 2003-C |
| Primera División | Cobreloa | Chile | 2004-C |

- Datos: Q512603